# Cingia de' Botti
Cingia de' Botti es una comune italiana de la provincia de Cremona, en Lombardía. Tiene una población estimada, a fines de julio de 2021, de 1.150 habitantes.

## Evolución demográfica
| Gráfica de evolución demográfica de Cingia de' Botti entre 1861 y 2021 |
|                                                                        |
| Fuente ISTAT - elaboración gráfica de Wikipedia                        |